# Puiggariopsis aurifolia
Puiggariopsis aurifolia är en bladmossart som beskrevs av Paul Julius Menzel 1992. Puiggariopsis aurifolia ingår i släktet Puiggariopsis och familjen Hypnaceae. Inga underarter finns listade i Catalogue of Life.